# Ивичеста риба стрелец
Toxotes jaculatrix е вид лъчеперка от семейство Риби стрелец (Toxotidae).

## Разпространение
Видът е разпространен в Австралия (Северна територия), Вануату, Индия, Палау, Папуа Нова Гвинея и Соломонови острови.